# Trichopilia turialbae
Trichopilia turialbae är en orkidéart som beskrevs av Heinrich Gustav Reichenbach. Trichopilia turialbae ingår i släktet Trichopilia och familjen orkidéer. Inga underarter finns listade i Catalogue of Life.